# Gąbino
Gąbino (deutsch Gambin, slowinzisch Gŏu̯bjinɵ) ist ein Dorf in der polnischen Woiwodschaft Pommern. Es gehört zur Gmina Ustka (Gemeinde Stolpmünde) im Powiat Słupski (Stolper Kreis).

## Geographische Lage
Das Kirchdorf liegt in Hinterpommern, etwa 16 Kilometer nordöstlich von Stolp, 15 Kilometer ostsüdöstlich von Ustka (Stolpmünde) und 3 ½ Kilometer südlich des Garder Sees, an den das Wussekener Moor angrenzt. Das Dorf liegt in einer Talmulde.

## Geschichte

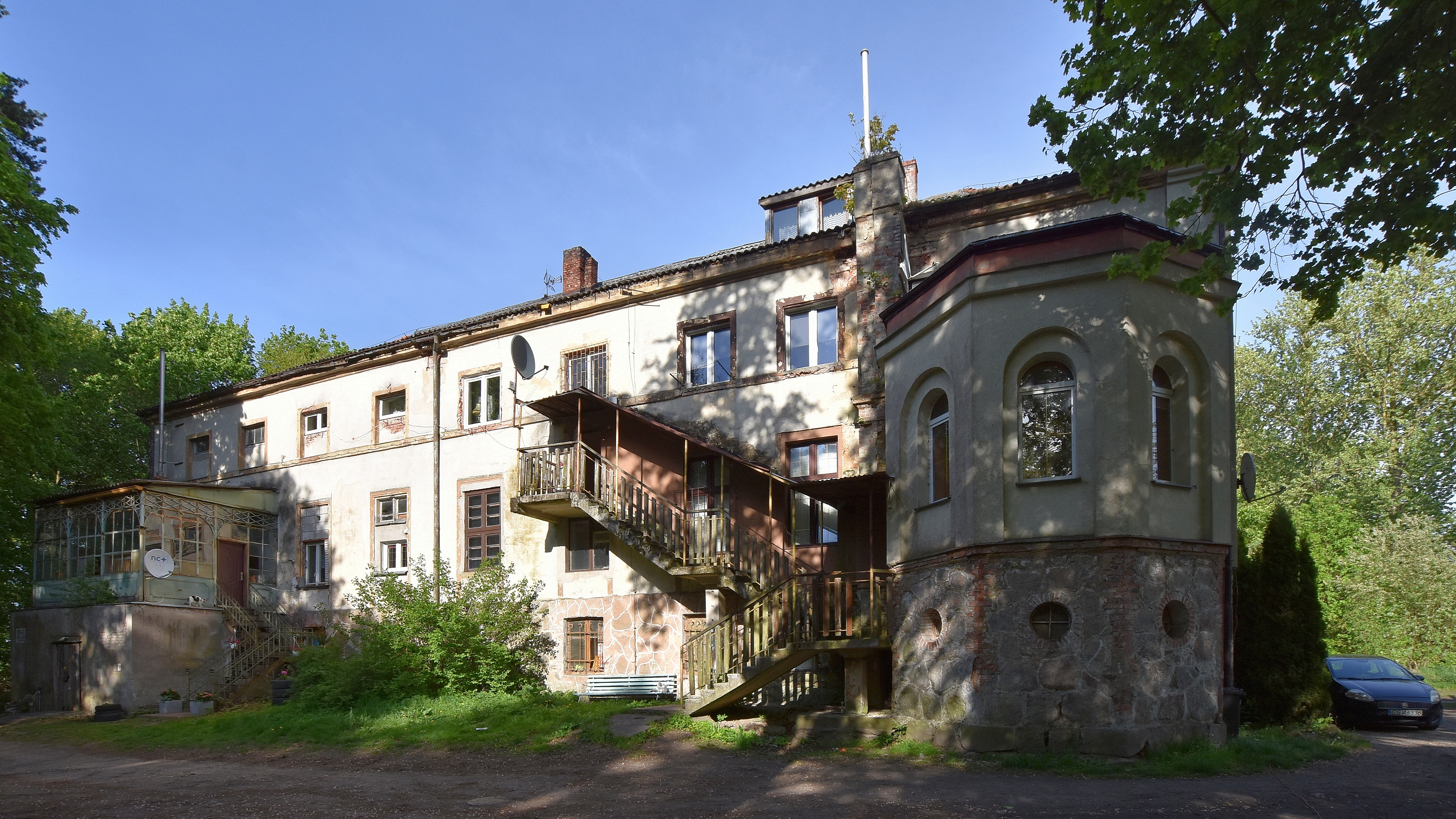
Ehemaliges Gutshaus der Familie von Bandemer (2023)

In älterer Zeit gehörte das Dorf zu einem Rittergut, das sich seit 1403 als Lehen im Besitz der Familie Bandemer befand. Um das Jahr 1782 hatte Gambin drei Vorwerke, vier Bauern, einen Halbbauern, drei Kossäten, einen Schulmeister, auf der Feldmark des Dorfs eine Wassermühle und einen weiteren Kossäten und insgesamt 18 Haushaltungen. Das Gut bestand aus den beiden Teilgütern Gambin A und Gambin B, die sich im Besitz der Familie Bandemer befanden. Zu Gambin A gehörten zwei Drittel des Gutsbezirks mit zwei Vorwerken, der Wassermühle, zwei Bauern, einem Halbbauern und drei Kossäten. Zu Gambin B gehörte ein Drittel des Gutsbezirks mit einem Vorwerk, zwei Bauern und auf der Feldmark des Dorfs einem Kossäten. Mitte des 18. Jahrhunderts gehörte das Gut Gambin der Witwe des Generalmajors Joachim Christian von Bandemer, Charlotta Catharina geborene Gräfin Schlippenbach. Sie besaß auch die anderen Güter der Familie in Pommern, unter anderem Selesen. 1821 lebten 121 Einwohner in Gambin. Im Ort war eine Wassermühle.
Auf Gambin saß Ende des 19. Jahrhunderts Werner von Bandemer-Gambin, Mitglied des Preußischen Herrenhauses und Ritter des Johanniterordens. Er vererbte seine Besitzungen an den gleichnamigen Neffen. Werner von Bandemer (1864–1929), aus der Linie Weitenhagen stammend, Mitglied des Johanniterordens, war Gutsherr auf Gambin und Wendisch Buckow. Das Rittergut Gambin galt als Lehngut.
Am 1. April 1927 hatte das Gut Gambin eine Flächengröße von 690 Hektar, und am 16. Juni 1925 hatte der Gutsbezirk 184 Einwohner. Am 30. September 1928 wurde der Gutsbezirk Gambin in die Landgemeinde Gambin eingegliedert.
Anfang der 1930er Jahre hatte die Landgemeinde Gambin eine Flächengröße von 19,7 km². Innerhalb der Gemeindegrenzen standen insgesamt 85 bewohnte Wohnhäuser an fünf verschiedenen Wohnstätten:
1. Bahnhof Gabel
2. Dominke
3. Gambin
4. Groond
5. Wusseken

Um 1935 gab es im Dorf Gambin einen Gasthof, eine Schmiede, eine Stellmacherei und eine Viehhandlung.
1939 wurden in Gambin 579 Einwohner gezählt, die in 149 Haushaltungen lebten. Im gleichen Jahr umfasste das Rittergut Gambin 706 ha Land, davon 200 ha Wald. Eigentümer waren die Söhne des Rittmeisters Jürgen-Werner von Bandemer (1899–1939), Werner und Bodo. Nachdem Werner jun. (1926–1944) wie sein Vater im Krieg gestorben war, kam das Haus Gambin an die Nachfahren des Bodo und seiner Frau Monica von Carlowitz.
Vor 1945 bildete Gambin eine Landgemeinde im Landkreis Stolp, Regierungsbezirk Köslin, der preußischen Provinz Pommern des Deutschen Reichs. Gambin war Amtssitz des Amtsbezirks Gambin.
Gegen Ende des Zweiten Weltkriegs wurde die Region am 8. März 1945 von der Roten Armee besetzt. und bald danach unter polnische Verwaltung gestellt. Nach Beendigung der Kampfhandlungen wurde die Region anschließend zusammen mit ganz Hinterpommern seitens der sowjetischen Besatzungsmacht der Volksrepublik Polen zur Verwaltung überlassen. Gambin wurde unter der polonisierten Ortsbezeichnung ‚Gąbino‘ verwaltet. Das Gut wurde in einen polnischen Staatsbetrieb umgewandelt. Die einheimischen Dorfbewohner wurden von der polnischen Administration vertrieben.

## Religion

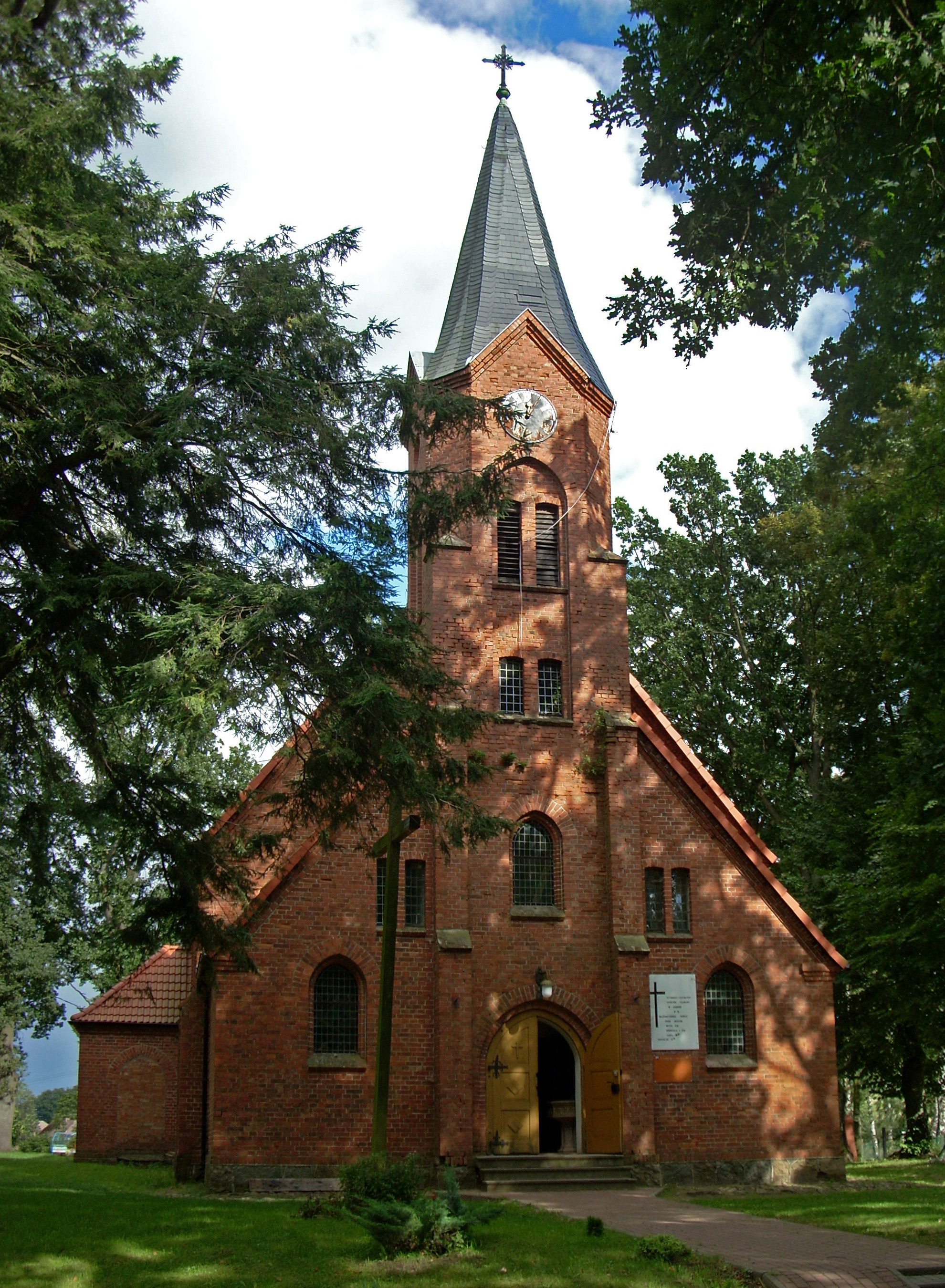
Dorfkirche (2007), bis 1945 Gotteshaus der evangelischen Gemeinde Gambin

Die bis 1945 hier ansässigen Dorfbewohner waren mit seltenen Ausnahmen evangelischer Konfession. Die evangelischen Bewohner der Gemeinde Gambin gehörten zum Kirchspiel Groß Garde.
Das katholische Kirchspiel war in Stolp.
Die bis dahin evangelische Dorfkirche wurde 1945 von der polnischen Administration zugunsten der polnischen katholischen Kirche zwangsenteignet und vom polnischen katholischen Klerus ‚neu geweiht‘.
Die seit 1945 und Vertreibung der einheimischen Dorfbewohner anwesende polnische Einwohnerschaft ist überwiegend katholisch.

## Persönlichkeiten
- Werner von Bandemer (1817–1895), Besitzer des Rittergutes Gambin und Mitglied des Preußischen Herrenhauses